# بخش د مالویناس آرژانتیناس
بخش د مالویناس آرژانتیناس (به اسپانیایی: Partido de Malvinas Argentinas) یک منطقهٔ مسکونی در آرژانتین است که در استان بوئنوس آیرس واقع شده‌است. بخش د مالویناس آرژانتیناس ۶۳٫۸ کیلومتر مربع مساحت و ۳۲۱٬۸۳۳ نفر جمعیت دارد.